# 杜普里 (南达科他州)
杜普里（英語：Dupree），是美国南达科他州下属的一座城市。根据2010年美国人口普查，该市有人口536人。论人口在本州排行第113。